# Prodigy (серия комиксов)
Prodigy — серия комиксов, которую в 2018—2019 годах издавала компания Image Comics.

## Синопсис
Эдисон Крейн не доволен тем, что он самый умный человек в мире и самый успешный бизнесмен — его блестящему уму нужно постоянно бросать вызов. Он учёный, лауреат Нобелевской премии, гениальный композитор, олимпийский спортсмен и эксперт в области оккультизма, и теперь международные правительства призывают его решить проблемы, с которыми они просто не могут справиться.

### Выпуски
| № | Дата выхода    | Оценка на Comic Book Roundup    | Предполагаемый объём продаж (первый месяц) |
| - | -------------- | ------------------------------- | ------------------------------------------ |
| 1 | 5 декабря 2018 | 8,2 из 10 на основе 23 рецензий | 38 379, позиция в Северной Америке — 42    |
| 2 | 9 января 2019  | 9,1 из 10 на основе 8 рецензий  | 17 714, позиция в Северной Америке — 121   |
| 3 | 6 февраля 2019 | 9,5 из 10 на основе 5 рецензий  | 15 428, позиция в Северной Америке — 117   |
| 4 | 13 марта 2019  | 9,3 из 10 на основе 5 рецензий  | 12 873, позиция в Северной Америке — 139   |
| 5 | 10 апреля 2019 | 9,5 из 10 на основе 5 рецензий  | 12 942, позиция в Северной Америке — 137   |
| 6 | 12 июня 2019   | 9,4 из 10 на основе 6 рецензий  | 11 110, позиция в Северной Америке — 167   |

### Коллекционные издания
| Название               | Тип              | Дата выхода  | Собранный материал | ISBN           | Предполагаемый объём продаж (первый месяц) |
| ---------------------- | ---------------- | ------------ | ------------------ | -------------- | ------------------------------------------ |
| Vol. 1: The Evil Earth | Твёрдый переплёт | 31 июля 2019 | Prodigy #1-6       | 978-1534312364 | 2 366, позиция в Северной Америке — 16     |

## Отзывы
На сайте Comic Book Roundup серия имеет оценку 9,2 из 10 на основе 52 рецензий. Джесс Шедин из IGN дал первому выпуску 5,6 балла из 10 и посчитал, что это был «неутешительный дебют», поскольку «главный герой безупречен до такой степени, что может показаться скучным». Питер Доэрти из Newsarama поставил первому выпуску оценку 7 из 10 и похвалил колориста Майоло. Его коллега Ричард Грей дал дебюту 8 баллов из 10 и подчёркивал химию сценариста Миллара с художником Альбукерке.

## Адаптации
В 2020 году стало известно, что по серии комиксов планируется снять художественный фильм, сценарий к которому напишут Мэттью и Райан Фирпо.